# Natalia (stát)
Natalia byla búrská republika trvající mezi lety 1839 až 1843. Vznikla po porážce Zuluů v bitvě u Krvavé řeky a jejím hlavním představitelem byl vůdce Voortrekkerů Andries Pretorius. Britové však legitimitu tohoto státu popřeli a v roce 1842 obsadili Durban. O rok později republiku zabrali a připojili k britskému panství v jižní Africe jako Kolonii Natal.